# تصادف رانندگی
تصادف رانندگی و به زبان فارسی دری «حادثه ترافیکی» و یا «برخورد ترافیکی» به حادثهٔ ترافیک خیابانی یا جاده‌ای می‌گویند که در آن دست کم یک وسیلهٔ نقلیهٔ خیابانی با یک وسیلهٔ نقلیهٔ دیگر، یا با یک کاربر (استفاده‌کننده) راه دیگر، یا یک جسم ثابت در کنار جاده، و یا با خودرو دیگر که معمولاً آسیب مالی یا جانی در پی دارد، برخورد کرده باشد. تصادفات یکی از عوامل اصلی مرگ در کشورهای جهان می‌باشد.

## تاریخچه
نخستین برخورد ترافیکی منجر به مرگ در ایران در سال ۱۳۰۵ میان یک اتومبیل و درشکهٔ حامل درویش خان نوازنده مشهور تار در خیابان سپه تهران اتفاق افتاد. در دنیا نخستین انسانی که در یک حادثه رانندگی جان خود را از دست داد، یک زن انگلیسی بود. بریجیت درسکول ۴۴ساله اولین کسی در دنیا است که در یک سانحه رانندگی جان خود را از دست داده‌است. وی روز هفدهم اوت سال ۱۸۹۶ در میدان کریستال پالاس لندن بر اثر تصادف فوت کرد.

## انتقاد به واژهٔ تصادف
بسیاری از دولت‌ها و مؤسسه‌ها به استفاده از واژهٔ تصادف انتقاد دارند و به جای آن پیشنهاد می‌کنند از «برخورد ترافیکی» استفاده شود. به این دلیل که واژه «تصادف» این معنی را دارد که کسی تقصیری نداشته و یا غیر‌قابل‌اجتناب بوده. این در حالی است که بیشتر برخوردهای ترافیکی به دلیل مصرف الکل یا مواد مخدر، سرعت بالا، جادهٔ غیر‌استاندارد، و یا سایر عوامل قابل‌پیشگیری  رخ می‌دهد.

## استانداردهای ایمنی خودرو
نصب کمربند ایمنی، یکی از گام‌هایی بود که برای کمتر کردن آسیب‌های ناشی از برخوردهای شدید برداشته شده‌است. قسمت‌های مچاله یا جمع شونده جلو و عقب خودرو برای جذب انرژی‌های مرگباری طراحی شده‌اند که در یک تصادف ایجاد می‌شوند. تست تصادف برای بررسی عملکرد تجهیزات و طراحی خودرو به کار می‌روند.

## عوامل برای کاهش تلفات جاده ای
برای کاهش تلفات جاده ای، علاوه بر سه عامل اساسی "خودرو"، "جاده" و"رانندگان"، بایستی این موارد زیر هم در ایمنی جاده ای لحاظ گردند و به صورت اساسی ارتقای کارا بیابند:
۱- سیستم امداد و اورژانس جاده ای
۲- مدیریت هوشمند ترافیکی خصوصا در ایام مناسبتها
۳- تفکیک مسیرهای ترانزیت بار از سفرهای مردم
۴- برخورد با پدیده های فرصت طلبانه شوتی و نظایر آن
۵- سیستم روزآمد حمل و نقل عمومیِ جاده ای در روستا، شهرستان و استان ها
۶- نظارت فناورانه و پشتیبانی فناورانه از راننده و رانندگی
۷- ساماندهی روزآمد ایستگاه های بین راهی (رفاهی، استراحتگاه، پارکینگ، تعمیرگاه، پمپ بنزین، پلیس، تجاری، مناطق شهری-روستایی-مسکونی و ...)
۸- دیگر موارد

## عوامل مؤثر
عواملی چون سرعت بالا نوشیدنی الکلی مصرف داروهای خواب‌آور دخانیات و خواب آلود بودن خوردن و آشامیدن در حین رانندگی همین‌طور عدم دید کامل چشم می‌توانند همیشه مشکل ساز باشند.
تصادف‌های رانندگی همواره می‌تواند علتهای گوناگون دیگری چون خرابی سیستم ترمز، فرسوده بودن خودرو، کم نور بودن چراغها و.. داشته باشند. گاهی هم عوامل محیطی مثل آب و هوا یا خرابی جاده زمینه‌ساز حادثه می‌شود؛ ولی در بسیاری از زمینه‌ها همواره اشتباه‌های انسانی از نخستین علل تصادفات بشمار می‌آیند.

### حالات مختلف تصادف
تصادف دو خودرو چهار حالت دارد:
- تصادف از عقب (برخورد جلوی ماشین به سپر عقب ماشین دیگر)
- تصادف از بغل
- تصادف از روبرو (شاخ به شاخ شدن)
- تصادف از پشت به جلو (برخورد سپر عقب به سپر جلو ماشین دیگر)

### عادات رانندگان
عادات متعددی در رانندگان بر افزایش تصادفات در ایران مؤثر است:
1. رانندگی با چراغ خاموش در شب
2. صحبت و توجه به همراه در حین رانندگی
3. خوردن و نوشیدن در رانندگی
4. عدم رعایت فاصله ایمنی و توجه نکردن به سرعت
5. حرکات نمایشی در حین رانندگی
6. بی‌توجهی به علائم راهنمایی رانندگی
7. صحبت با تلفن همراه در حین رانندگی
8. وجود نقص فنی در خودرو و بی‌توجهی به آن
9. جروبحث در داخل خودرو
10. خوردن شربت یا قرصهای مسکن و خواب‌آور.
11. مصرف مواد افیونی

### سرعت
راندن خودرو بدون توجه به سرعت مجاز که اصطلاحاً سرعت گفته می‌شود. لازم به توضیح است که سرعت زیادتر از حد مجاز و یا شرایط جاده باعث ایجاد مشکل در رانندگی می‌شود. (گاهی سرعت مجاز یک جاده بالا است ولی راننده باید تشخصی دهد و با توجه به شرایط جوی، ترافیکی،... با سرعتی پایین‌تر براند)
سرعت زیادتر  از حد مجاز از عوامل مؤثر در برخوردهای ترافیکی می‌باشد به عنوان مثال:
سرعت زیاد نزدیک به پیچ، سرعت زیاد برای سبقت گرفتن، سرعت زیاد و ترکیدن لاستیک، سرعت زیاد و نقص فنی (عدم گرفتن ترمز).

### خطای دید
یکی دیگر از عوامل تصادفات رانندگی خطای دید است. عده‌ای از افرادی که دارای گواهینامه با عینک هستند زمان رانندگی از عینک استفاده نمی‌کنند و این مسئله در دید آنان خطا ایجاد می‌کند و باعث بروز تصادف می‌شود. خواب آلوده بودن راننده و مصرف داروهای مسکن هم باعث خطا در دید وی خواهد شد.

### تأخیر درک
رانندگی با حالت خستگی و در مدت طولانی زمان عکس‌العمل راننده را افزایش می‌دهد و به ویژه با رانندگی طولانی استثنایی.
نوشیدن مشروبات الکلی و مصرف مواد افیونی هم درک راننده را پایین خواهد آورد.

### طراحی جاده
یکی از عواملی که باعث تصادف می‌شود جاده است. چنانچه جاده‌ها با اصول مهندسی ساخته نشوند تصادف در جاده بیشتر می‌شود. در طراحی جاده مهندسین به شیب جاده و پیچ‌های جاده‌ها توجه زیادی دارند.

### طراحی خودرو
طراحی روشی است قانونمند جهت رفع نیاز جامعه. رؤیای طراح نظم بخشیدن به یک حرکت نتیجه بخش است.
در طراحی خودرو طراح سعی دارد که با توجه به نیاز جامعه با بررسی کلیه امکانات موجود طرح خود را به نتیجه برساند. در بخش طراحی خودرو،
طراح باید وضعیت فرهنگی، اقتصادی جامعه خود را در نظر داشته باشد. وضعیت راه‌ها و جاده‌ها و بزرگراه‌های هر کشوری متفاوت است؛ و با توجه به این شرایط طرح خود را پیاده می‌کند. چنانچه این مسئله رعایت نشود، باعث حوادث ناگواری خواهد شد.

### تعمیرات خودرو
چنانچه خودرو نقص فنی داشته باشد احتمال بروز تصادف بسیار زیاد می‌شود.
تعمیرات خودرو به منظور بازدیدهای فنی قبل از استفاده از آن است. چنانچه مشکلی در آن دیده شود قبل از استفاده از آن، نواقص برطرف گردد.

## آمار تصادفات
سالانه ۸۰۰ هزار برخورد ترافیکی در ایران روی می‌دهد که از حیث آمار مرگبارترین حوادث جاده‌ای، ایران رتبه اول را در جهان دارد. رعایت قوانین و مقررات رانندگی که اصطلاحاً فرهنگ رانندگی گفته می‌شود، باعث کاهش آمار برخوردهای ترافیکی است.
به گفته رئیس سازمان راهداری و حمل ونقل جاده‌ای سهم تصادفات راکبین موتورسیکلت در راه‌های کشور به ۱۸٫۵ درصداست. بر پایه آمار سالانه ۱۹ هزار نفر در حوادث رانندگی در راه‌های کشور جان خود را از دست می‌دهند و بیش از ۳۰۰ هزار نفر مصدوم می‌شوند.
نمودار آمار کشته‌شدگان تصادف در ایران. ۱۳۸۰ تا ۱۳۹۵:

### خودروهای پرتصادف

#### هوو
یکی از خودروهای پرتصادف خودرو سنگین سینوتراک هوو ساخت چین و مونتاژ ایران خودرو است.

### روند آماری
سه عامل مهم در تصادفات مؤثر است:
- انسان
- جاده
- خودرو

با ایجاد مشکل در هرکدام از این عوامل آمار تصادفات زیاد شده و با رفع مشکل آمار تصادفات کاهش پیدا می‌کند. در سال‌های اخیر با آموزش و بهتر شدن جاده‌ها و رفع نواقص خودروها آمار تصادفات به‌خوبی کاهش پیدا کرده‌است.

## حوادث متداول
بیشتر تصادفات رانندگی در نتیجهٔ بی‌دقتی، بی‌توجهی و سهل‌انگاریِ راننده صورت می‌گیرد که ضا‌یعات جبران ناپذیری به وجود می‌آورد.
تعداد زیادی از تصادفات ناشی از انحراف به چپ و انحراف به راست خودروهاست؛ و رانندگان این نوع خودرو بدون توجه به اینکه ممکن است خودروی از جهت راست و چپ می‌آید به یکباره بدون زدن چراغ راهنما فرمان را می‌چرخانند.

## هزینه‌های اقتصادی
ضررهای ناشی از تصادفات رقم بسیار زیادی را تشکیل می‌دهد. در هر تصادف یا حادثه جدا از ضررهای روانی ضررهای مالی چون هزینه‌های بیمارستانی و هزینه‌های کفن و دفن و دیه و در مورد خودرو هزینه‌های صافکاری، رنگ و تعمیرات به راننده یا خانواده وی تحمیل می‌شود. در سال این ارقام مبالغ زیادی خواهد بود. برآورد مالی مجلس ایران در سال ۱۳۹۵ گویای این است که تصادفات رانندگی خسارتی معادل ۷ درصد تولید ناخالص داخلی در ایران به بار می‌آورد.

## آثار حقوقی
آثار حقوقی تصادفات یعنی جبران ضرر و زیان‌های ناشی از تصادفات. این ضررها می‌تواند مادی باشد یا اجتماعی-روانی. ضررهای مادی یعنی جبران هزینه‌های ناشی از تصادف خودرو یا هزینه‌های بیمارستانی است. ضررهای اجتماعی-روانی یعنی بازداشت راننده و زندانی شدن او که از نظر روانی لطمه هائی به خود راننده و خانواده‌اش می‌رساند.

## پس از حادثه
در آزمایشی بین تلفن همراه در حال زنگ زدن، سیگار روشن و بار الکتریکی ساکن ناشی از مالیدن لباس نایلونی به بدن که هر سه از عوامل خطرناک برای شعله‌ور کردن بنزین می‌باشند الکتریسیته ساکن (بار منفی جمع شده در پوست دست) ناشی از لباس نایلونی از قدرت بیشتری برخوردار بود تا بنزین ریخته شده روی زمین را آتش بزند.